# Козёлкино (посёлок при станции)
Козёлкино — населённый пункт (тип: железнодорожная станция), посёлок при станции Козёлкино в Брянском районе Брянской области России. Входит в состав Стекляннорадицкого сельского поселения.

## География
Расположен на северо-востоке области, в 5 км к западу от одноимённого посёлка.

## История
Основан при разъезде в 1929 году; одновременно с железнодорожным разъездом возник и населённый пункт. Назван по посёлку Козёлкино.
Для отличия от посёлка Козёлкино, посёлок при станции относится к типу населённых пунктов «железнодорожная станция».

## Население
| 2012 |
| ---- |
| 27   |

| Годы      | 1979 | 1989 | 2002 |
| --------- | ---- | ---- | ---- |
| Население | 38   | 38   | 29   |

## Инфраструктура
Путевое хозяйство. Действует железнодорожная станция Козёлкино.